# Liste d'uchronies en bandes dessinées
 (janvier 2017).
Si vous disposez d'ouvrages ou d'articles de référence ou si vous connaissez des sites web de qualité traitant du thème abordé ici, merci de compléter l'article en donnant les références utiles à sa vérifiabilité et en les liant à la section « Notes et références ».
Cette liste des uchronies en bandes dessinées regroupe des séries et albums de bandes dessinées explorant le thème de l'uchronie. Le classement se fait en fonction des périodes historiques, puis par ordre alphabétique des séries, puis par date de publication.
En conséquence les albums de Jour J ont été éclatés selon leur période de référence. Pour cette série spécifiquement, nous avons privilégié le classement par cycle plutôt qu'un ordonnancement strict des parutions.

## Antiquité

### Jour J
Les albums sont classés par ordre de parution.
- La secte de Nazareth (2013) Tome 15 de la série[1]

Si Ponce Pilate avait gracié Jésus, le christianisme aurait-il perduré ?
- La république des esclaves (2016) Tome 23 de la série

Les pirates ciliciens ne trahissent pas Spartacus et lui permettent de passer avec ses hommes en Sicile, région mal pourvue en soldats et dans laquelle les esclaves espèrent vivre libres. Les années passent mais Rome n’a pas oublié et César encore moins.
- L'aigle et le cobra (2017) Tome 28 de la série

Bien que l'histoire soit indépendante du volume précédent, elle est en quelque sorte sa continuation puisqu'on y retrouve César, aveuglé lors de la campagne contre Spartacus et retiré depuis des affaires politiques. C'est à la demande de son fils adoptif, Brutus, qu'il revient afin de négocier un accord avec Marc-Antoine. Celui-ci fort du soutien des armées de Cléopâtre vient de débarquer en Italie et menace la République. Dans ce maelstrom de conflits d'intérêts y aurait-il des protagonistes qui joueraient double jeu ?

### Rome West
- Rome West (2019) de Brian Wood et Justin Giampaoli, dessiné par Andrea Mutti et édité chez JUNGLE[2].

Et si Rome avait découvert l'Amérique ? "En l’an 323, une flotte romaine se perd dans une tempête et se retrouve sur les côtes du Nouveau Monde, un millénaire avant Christophe Colomb.
Incapables de rentrer chez eux, les soldats établissent une nouvelle colonie, Roma Occidens, qui modifie radicalement la chronologie de l’Amérique et des événements mondiaux ultérieurs."

## Époque médiévale et Renaissance (476-1550)

### Général Leonardo
Dans cette série, de Erik Svane et Dan Greenberg (deux albums parus aux Éditions Paquet), le Vatican réquisitionne les inventions militaires de Léonard de Vinci vers 1480 et embrigade l'inventeur florentin afin d'utiliser ses machines dans une nouvelle Croisade vers la Terre sainte dans le but de reconquérir Jérusalem.

### Horacio d'Alba
Série de Jérôme Le Gris (scénario) et Nicolas Siner (dessins) parue chez 12bis. Dans la fourmilière des micro-états italiens de la Renaissance, une république détonne par une approche qui se veut héritée de la morale antique. Pareille insolence est-elle tolérable pour ses voisins ?
1.	La République du point d'honneur (2011),
2.	Le roi soldat (2013)
3.	Mémoire d’une Vésuvienne (2016)

### Jour J
Les albums sont classés en cycles par ordre de parution.
- Le lion d’Égypte (2013) Tome 12 de la série

En 1503, Léonard de Vinci s’est mis au service des troupes mameluks qui affrontent l’empire ottoman. Le Vénitien apporte son génie dans l’art de concevoir des armes formidables et cela commence par la prise de Smyrne qu’on jugeait imprenable.
- Colomb Pacha (2013) Tome 13 de la série[8].

En 1492, Christophe Colomb découvre bien l’Amérique mais il le fait pour le compte de Mohamed II commandeur des croyants. Mais est-il bien le premier Européen à aborder les côtes de ce nouveau continent ?
- L’empire des steppes (2015) Tome 22 de la série

En 1242, les Mongols prennent Rome et la pille. Le Pape part se réfugier à Avignon. Les autorités ecclésiastiques chargent frère Guillaume de Barville d’aller prêcher l’évangile auprès du grand khan. C’est le début d’un long voyage et d’une périlleuse mission.
- Stupor Mundi (2015) Tome 24 de la série

Suite et fin du volume précédent.
- Notre-Dame de Londres (2016) Tome 25 de la série

En cette année 1220 Amaury de Châtillon est le plus vaillant chevalier du royaume de France et d’Angleterre. Les cérémonies battent leur plein car la cathédrale Notre-Dame de Londres va être bientôt consacrée par le pape lui-même. Mais pour Amaury qui doit affronter en un duel à mort un autre prestigieux chevalier, le temps est venu de se souvenir de son passé.
- La ballade des pendus (2015) Tome 26 de la série

La peste noire a dévasté l’Europe et particulièrement la France. Un nouveau roi est appelé à monter sur le trône. Il sera désigné après un vote. C’est pour cette raison que l’ambassadeur du roi du Mali débarque à Aigues-Mortes. Bientôt le chemin de cette délégation va croiser le chemin d’une jeune lorraine qu’on dit pucelle.
- Le Dieu vert ( à paraître)

Suite du volume précédent.
- Les Ombres de Constantinople (2017) Tome 27 de la série

En 1452 Constantinople est assiégée par les forces ottomanes. Dans cette uchronie, le prince de Valachie, Vlad III, qu'on connait mieux sous le nom de Vlad Tepes (Vlad l'empaleur), personnage qui aurait inspiré Bram Stoker pour son Dracula, défend la ville. Une suite est attendue.

### Luxley
Écrit par Valérie Mangin : les Aztèques, Mayas et Incas (les Atlantes) font la conquête de l’Europe en 1191 alors que les rois d’Angleterre et de France sont partis à la croisade.

## Période révolutionnaire et napoléonienne (1789-1815)

### Empire
scénarisé par Jean-Pierre Pécau : en 1815, Napoléon achève la conquête des Indes.

### Jour J
Les albums sont classés par ordre de parution.
- La nuit des Tuileries (2011) Tome 11 de la série[10].

En 1791 Louis XVI est mort en s’enfuyant en montgolfière. Quatre ans plus tard la guerre civile bat son plein. Danton et Brissot se demandent s’il ne serait pas temps de faire une trêve avec les royalistes. Marie-Antoinette, la régente exilée, a un atout avec elle : un brillant général de l’armée d’Italie.
- Napoléon Washington (2014) Tome 17 de la série

Fils adoptif de George Washington, Napoléon Washington Buonaparte dirige en 1797 l’armée du Congrès pour libérer le Mexique du joug espagnol.

## Siècle de la vapeur (1815-1914)

### D.Gray-man
par Katsura Hoshino se réapproprie le déluge biblique mettant en scène Noé et son arche, en transposant les effets de ce déluge dans un XIXe siècle alternatif particulièrement gothique.

### Grandville
Série britannique de Bryan Talbot. Nous sommes au début du XXIe siècle mais dans un univers steampunk Belle Époque. L'Angleterre autrefois conquise par Napoléon a recouvré son indépendance depuis 23 ans. L'inspecteur LeBrock et son adjoint Razi sont impliqués dans différentes affaires, souvent à connotation politique, qui les amènent à se rendre à Paris dont le nom est désormais officiellement Grandville.

### La Grande Guerre des Mondes
Sur un scénario de Richard Nolane et des dessins de Zeljko Vladetic.
- La chose sous les tranchées (2016)[11]

En septembre 1913, le professeur Challenger, fait état de son expédition vers la Toungouska, où une météorite a dévasté la région. Mais s’agit-il seulement d’une météorite ou d’un vaisseau extra-terrestre. Et dans ce cas, venait-il en ami ou en ennemi ? H.G. Wells qui assiste à la conférence fait état de sources médiévales qui attesteraient pareils accidents.
Juin 1916, la plaine dévastée de Verdun en pleine offensive allemande voit apparaître un curieux engin, insensible aux obus. De quoi interpeller les deux camps ennemis en tout cas.

### Hauteville House
Une saga steampunk due à Fred Duval (scénario) et Thierry Gioux (dessins) édité chez Delcourt. La série se compose actuellement (2017) de 3 cycles. Nous sommes en 1864 et les républicains réfugiés à Guernesey veulent à tout prix empêcher le régime de Napoléon III de poursuivre ses aventures militaires et ses avancées scientifiques. Il en va sinon de la survie même de l’idée de république.
1. Zelda (2004) – Cycle 1
2. Destination Tulum (2005) – Cycle 1
3. Le steamer fantôme (2006) – Cycle 1
4. Atlanta (2007) – Cycle 1
5. USS Kersarge (2008) – Cycle 2
6. Le diable de Tasmanie (2009) – Cycle 2
7. Opération Vanikoro (2010) – Cycle 2
8. Fort Chavagnac (2011) – Cycle 2
9. Le tombeau de l’abbé Frollo (2012) – Cycle 2
10. Jack Tupper (2013) – Cycle 3
11. La Hague (2014) – Cycle 3
12. Le puits de Jacob (2015) – Cycle 3
13. L’ordre de l’Obsidienne (2016) – Cycle 3
14. Le 37e parallèle (2016) – Cycle 3
15. Cap Horn (2017)
16. Mélancholia (2018)

### Le Méridien des Brumes
Steampunk en deux volumes d’Erik Juszezak (scénario) et Antonio Parras (dessins).
En cette fin de XIXe siècle, Londres vit dans la terreur de l’Equarisseur, un serial killer bestial. Pour le traquer on choisit justement un chasseur de grands fauves. Mais le meurtrier est-il un simple sadique ou agit-il sur ordre ?
1. Aubes pourpres (2003) – Dargaud
2. Saba (2004) – Dargaud

### Waterloo 1911
Steampunk en trois volumes de Thierry Gloris (scénario) et Emiliano Zarcone (dessins).
En 1911 Napoléon IV est l’empereur des Français. Son ancêtre a vaincu l’ennemi à Waterloo et depuis Paris est devenu une ville-monde. Sherlock Holmes est donc français, il s’appelle Duroc et son Watson est, galanterie oblige, une femme. Nos enquêteurs sont vite confrontés à une affaire glissant totalement vers le fantastique.
1. Un rouquin de trop (2008) – Delcourt
2. Welly, le petit (2010) – Delcourt
3. Mornes plaines (2012) – Delcourt

## D’une guerre à l’autre (1914-1939)

### Jour J
Les albums sont classés par ordre de parution.
- Septembre rouge (2010) Tome 3 de la série[14]

L'Allemagne remporte de la Bataille de la Marne, le 12 septembre 1914. Le 9 janvier 1915 le Président Poincaré signe l'Armistice. Georges Clemenceau dit le Tigre refuse la défaite et formera un mouvement de résistance à partir d'Alger avec l'aide de ses Brigades Mobiles et de la Flotte Française.
- Octobre noir (2010) Tome 4 de la série

Suite directe du volume précédent, ce livre évoque la présence d'anarchistes Français au cœur de la Révolution Russe en 1918.
- Vive l’empereur ! (2011) Tome 7 de la série

Napoléon a fait la paix avec l'Angleterre et a conquis l'Europe, l'histoire se déroule en 1925 et l'empire est menacé d'une nouvelle guerre.
- Oméga (2013) Tome 14 de la série

Nous sommes en 1942 et la Deuxième Guerre mondiale n’a pas eu lieu ; il faut dire que depuis le coup d’état de février 34, c’est un régime fasciste qui dirige le pays. En 1936, ce même régime a fait reculer Hitler lors de sa tentative d’occupation de la Rhénanie. Bref, le gouvernement se sent fort. Trop peut-être et la France revendique d’ailleurs les îles anglo-normandes. Or voilà que l’hydravion de Saint-Exupéry vient de s’abimer près de Guernesey. Accident ou provocation britannique ? De cette réponse pourrait bien naître un nouveau conflit avec la perfide Albion.
- Opération Charlemagne (2014) Tome 18 de la série

Suite du livre précédent, deuxième épisode d’une trilogie.
- Le crépuscule des damnés (2015) Tome 21 de la série

Suite et fin de la saga.
- L’étoile blanche (2014) Tome 16 de la série

Le jeune Waterson fait partie du voyage inaugural du Titanic. Grâce à sa lunette astronomique, il aperçoit l’iceberg à temps et permet au navire d’éviter la catastrophe. Cet inconnu va devenir 20 ans plus tard un grand patron de presse alors que se dessine la visite d’Hitler à New York. Or le chancelier nazi doit justement venir par le Titanic.
- La vengeance de Jaurès (2015) Tome 19 de la série

La SFIO a voté secrètement l’assassinat de Raoul Villain, le meurtrier de Jaurès. La chose est faite en ce mois d’avril 1930 en Espagne. Mais déjà Léon Blum regrette cette vengeance d’autant que les jurés qui avaient acquitté Villain passent également de vie à trépas. De quoi faire tomber la République ?
À noter qu’un des personnages a la physionomie de Jacques Villeret, un autre de Bernard Blier.

### Le voyage Extraordinaire
Série de Denis-Pierre Filippini (scénario) et Silvio Camboni (dessins) parue chez Vents d’Ouest.
Nous sommes en 1927 et deux cousins géniaux, Noémie et Emilien ont passé leur vie en pension. Rappelés dans l’immense propriété de leur famille, ils découvrent une maison magique, pleine des inventions du père d’Emilien. Or il se trouve que ce père a disparu.

### Zeppelin’s War
Nouvel opus de Richard Nolane dans l’uchronie accompagné cette fois de Vicenç Villagrasa.
Steampunk guerrier avec une incursion profonde dans le fantastique.
En cette mi-novembre 1916, Raspoutine compte partir en dirigeable vers le Spitzberg. Il pense ainsi guérir définitivement le tsarévitch malade grâce au vril caché dans les glaces. Le traitement réussi, Raspoutine découvre dans un « miroir » ce qui pourrait advenir dans le futur. Il décide donc de quitter la Russie et se réfugier en Allemagne car le starets est en fait un espion du Kaiser.
1. Les raiders de la nuit (2014)
2. Mission Raspoutine (2016)

## Seconde Guerre mondiale

### Block 109
Les albums sont classés par ordre de parution.
- Block 109 (2010),

Hitler est assassiné en 1941, Himmler devient le nouveau maître du Reich, Heydrich prend la tête de l'ordre SS. Goering et les autres sont exécutés. En 1945, l'ordre nouveau triomphe des anglais et des américains en utilisant l'arme atomique. Himmler, inquiet par rapport à la soif de pouvoir  d'Heydrich, développe un contre-pouvoir à la SS en créant le Nouvel Ordre Teutonique. À la tête de celui-ci, il place un inconnu, Zytek... Himmler disparaît en 1947 dans un accident d'avion, et à la surprise générale, Zytek est nommé Chancelier du Reich. Le Reich s'attaque à l'Union Soviétique en 1951. Quand la BD commence, Le Reich, décide d'utiliser une arme bactériologique face aux soldats russes afin d'enrayer sa spirale de défaites et sa future défaite en perspective.
Les auteurs se sont lancés par la suite dans une série d'albums indépendants les uns des autres mais leur permettant de développer leur monde uchronique.
- Étoile Rouge (2010),

ou l'histoire de l'escadrille Normandie-Niemen sur le Front de l'Est.
- Opération Soleil de Plomb (2011),

Où une légion pénale SS est envoyée au Congo en 1947 pour trouver et tuer un certain colonel Leclerc, chef de la résistance locale.
- New York 47 (2011),

Où un commando de spécialistes est envoyé dans un New York irradié afin de ramener quelque chose enfoui dans un coffre. Mais le Nouvel Ordre Teutonique a testé en secret une arme bactériologique, et les personnes qui hantent New York n'ont plus grand chose d'humain...
- Ritter Germania (2012)

Pour le cinquième anniversaire de la mort du Führer, Goebbels invente le concept de Ritter Germania. Joachim Stadler est choisi pour l’incarner. Radio, romans, cinéma se succèdent mais l’homme devient ingérable. Il est remplacé. L’heure de la vengeance a sonné.
- S.HA.R.K.  (2014)

L’action se déroule en Australie où croupissent des milliers de prisonniers nazis avec des sympathisants fascistes, membres du S.HA.R.K., de quoi faire un dangereux cocktail.
- Maruta (2016)

C’est la guerre du Pacifique qui sert cette fois de cadre à l’histoire.
À chaque fois les auteurs s'amusent à ponctuer leurs One Shot de petits clins d’œils par rapport à Block 109.

### D-day, le jour du désastre
Par Scott Hampton célèbre à sa manière le 60e anniversaire des débarquements. Hitler a réussi à ressusciter les Ases, qui conquièrent le monde mais se trouvent des ennemis en la personne d'autres dieux.

### Das Reich
De Rodolphe et Claude Plumail : l’Allemagne a gagné la guerre en lançant une bombe atomique sur Londres au printemps 1945.

### Les Divisions de Fer
Uchronie guerrière de Jean-Luc Salta (scénario) avec aux dessins Ronan Toulhoat (épisode 1), Afif Khaled (épisode 2) et Stefano Martino (épisode 3).
En 1944 les Mekapanzer, méga tanks largement inspirés de l’Empire contre-attaque, sont en train de faire vaciller les armées russes.
1. Commando Rouge (2014)[16] – Soleil
2. Pacific Invasion (2014) – Soleil
3. Opéation Rebalance (2015) – Soleil

### Dylan Dog
L’album numéro 240 de cette bande dessinée italienne est intitulé Ucronia, Uchronie en italien. Dans ce numéro, il existe une dimension parallèle dans laquelle Hitler s’est allié avec Staline pour dominer le monde.

### Et si la France avait continué la guerre
Mise en images des romans/documents de Jacques Sapir, Franck Stora et Loïc Mahé. L’adaptation est signée Jean-Pierre Pécau, les dessins sont de Jovan Ukropina.
En 2004, quelques intellectuels se demandent ce qui serait advenu si la France avait continué la guerre en 1940, choisissant de se replier sur Alger, alors française. Ceci a donné lieu à un site où l’on raconte cette suite à travers différents personnages historiques ou pas. Ce récit choral permet de donner chair à un roman tout en étant sous-tendu par de multiples détails et annexes véridiques ou plausibles. De multiples clins d’œils à notre actualité apportent régulièrement une note d’humour à l’ensemble. Ce succès a entraîné la publication de deux livres (à ce jour). Par rapport au site internet on y perd des cartes, des photos et des annexes qui, si elles ne sont pas essentielles au plaisir de la lecture, apportaient quelque chose en plus.
Cette adaptation en BD est également réductrice par rapport aux livres compte tenu de la place qui serait nécessaire pour rendre leur contenu.
1. Le grand déménagement (2015) – Soleil
2. Le sursaut (2016) – Soleil
3. La riposte (2017) – Soleil

### Le Grand Jeu
De Jean-Pierre Pécau, Léo Pilipovic et Thorn, est une série située dans un univers alternatif où la France et l'Angleterre ont en 1941 imposé une paix séparée à l'Allemagne, après avoir vaillamment résisté à l'invasion de mai 1940. L’Allemagne est engagée dans une lutte sans merci avec l'Union soviétique. L'intrigue implique un journaliste français, Nestor Serge, enquêtant sur la mystérieuse disparition du dirigeable Charles de Gaulle au-dessus de l'Arctique, et sur ce qui se cache là-bas. Le premier cycle comprend 3 tomes. Un nouveau cycle, se situant en Indochine, est paru.

### Robur
À la fois steampunk et science-fiction, cette saga de Gil Formosa et Jean-Marc Lofficier présente un monde où les envahisseurs sélénites se sont alliés aux Nazis !

### Über
Comic américain de Kieron Gillen (scénario) et aux dessins Caanan White (1, 2 et 4), Gabriel Andrade et Daniel Gete (3, 4 et 5) publié en français chez Panini Comics.
1. Nouveaux fronts (2015).
2. Kamikazes (2015).
3. Armes lourdes (2016).
4. Soldats de plomb (2016).
5. Le grand brasier (2016)

### Wunderwaffen
Uchronie guerrière de Richard Nolane (scénario) et Maza (dessins) parue chez Soleil.
En 1944, de nouvelles machines de guerre, les Wünderwaffen, permettent au régime nazi d’inverser la marche de la guerre.
1. Le pilote du diable (2012)[20]
2. Aux portes de n’enfer (2013)
3. Les damnés du Reich (2013)
4. La main gauche du Führer (2013)
5. Disaster Day (2014)
6. Le spectre de l’Antarctique (2014)
7. Amerika Bomber (2015)
8. Les foudres de Thor (2015)
9. Le visiteur du soir (2016)
10. La nuit des armes miracle (2016)

### WW 2.2
1.La Bataille de Paris (2012)
Bande dessinée de David Chauvel au scénario et des dessins d'Éric Henninot et Hervé Boivin : Ce tome raconte l'échec de la Blitzkrieg en 1940 et comment Paris est défendue par de petits groupes de soldats français.
2. Opération Félix (2012)
Gibraltar tombera-t-il aux mains des puissances de l'Axe ?
3. Secret Service (2013)
4. Eliminer Vassili Zaitsev (2013)
5. Une Odyssée sicilienne (2013)
6. Chien jaune (2013)
7. Paris, mon amour (2013)

### Zipang
Manga de Kaiji Kawaguchi dont la trame est inspirée du film Nimitz, retour vers l'enfer. À la suite d'une tempête électromagnétique, un navire de la marine de défense japonaise des années 2000 voyage dans le temps pour se retrouver le 4 juin 1942, à la veille de la bataille de Midway.

## Post 1945

### Les Aventures de John F. Kennedy
Le président règne sur une Amérique d’un monde parallèle qui n’a jamais connu le Moyen Âge.

### Le Dernier Atlas
Le Dernier Atlas est une série uchronique scénarisée par Fabien Vehlmann et Gwen de Bonneval, dessinée par Hervé Tanquerelle et designé par Fred Blanchard,.
En 1925, Idras Belkacem, ingénieur français, met au point les "Atlas" de type 1, des robots géants permettant la prospection et à l'exploitation des gisements de pétrole et de gaz dans le désert algérien. En 1946, le général de Gaulle, conscient de l'importance de ce territoire pour la France, décide de conclure la paix avec Ho-Chi-Min, accordant son indépendance à l'Indochine pour rapatrier l'ensemble des troupes disponibles en Algérie et conserver celle-ci et son pétrole. En 1951, une société publique "Société d'Ingéniérie Mécanique et Construction d'Ouvrages" est créé, destinée à construire des Atlas de type 2 et 3, plus perfectionnés, permettant l'édification rapide de bâtiments et d'infrastructures dans une France en reconstruction. La découverte de gisements d'uranium en Algérie conduit à la création d'Atlas de type 4 à réacteur nucléaire. À la suite d'une catastrophe dont on ignore le détail, appelée « catastrophe de Batna » en 1976, la France accorde l'indépendance à l'Algérie et renonce à l'ensemble du programme Atlas, lesquels sont presque tous démantelés.
En 2018, Ismaël Tayeb, lieutenant dans un gang criminel exerçant en France et en Algérie, se voit confier la mission de trouver une pile nucléaire. Son plan est de s'emparer du dernier Atlas de type 4 encore intact, le George Sand, qui s'était écrasé en Inde et, du fait des complications juridiques liés à l'indemnisation de l'accident, n'avait pas été concerné par la décision française de destructions des autres modèles. Il réunit donc une équipe pour réparer le George Sand et le rapatrier jusqu'à son commanditaire. Dans le même temps, des phénomènes écologiques et sismiques sans précédent se produisent dans le désert algérien.

### Dilemma
Album de 124 planches paru en 2016 en deux versions aux fins différentes. Dessins et scénario de Clarke
Égypte 1937. Vera Dorfmann et son fils viennent de mettre au jour diverses amphores qui contiennent différents textes anciens. Obligés de rentrer à Berlin, ils laissent la direction des fouilles à leur adjoint, Jaeger.
Quelque temps plus tard, des hommes se rendent sur le chantier égyptien et exécutent l’archéologue et les ouvriers. Ils sont à la recherche de ces fameux textes. Ceux-ci ont été écrits 2.3000 ans avant par les disciples de Démocrite, philosophe grec. Les penseurs antiques ont imaginé ce que pourrait être le monde plus tard et il semble bien qu’ils aient mis dans le mille. C’est cette vérité que les assassins cherchent à taire.
Il existe deux albums intitulés Dilemma A et Dilemma B. Ils sont presque identiques aux 5 quasi dernières pages près, proposant chacun une fin différente. Les deux albums se reconnaissent à leur couverture. Celle-ci est identique dans les deux cas mais inversée à l’image des figures tête bêche d’une carte à jouer. La version A offre la tête de Xenophon en son sommet et Hitler en dessous, la B le contraire.
Le fait d’avoir à acheter deux albums pour connaitre les deux versions de l’histoire était susceptible de provoquer quelques remous, c’est pourquoi les deux fins étaient disponibles à l’époque sur internet. En fait, seules les planches numérotées 118A -122A et 118B-122B donnent à ce roman graphique un caractère d’uchronie dystopique, sinon il pourrait ressortir de l’aventure.

### Jour J
Les albums sont classés par ordre de parution.
- Les Russes sur la Lune ! (2010) Tome 1 de la sérieJour J[25]

Le premier pas sur la Lune a lieu le 19 septembre 1969 au lieu du 20 juillet et ce sont les Russes qui coiffent les Américains au poteau, après que la mission Apollo a été désintégré en plein atterrissage par un minuscule météore. Fou de rage, Nixon, oblige la NASA non seulement à aller sur la Lune mais également à créer une base lunaire permanente. Les soviétiques font de même et la Lune devient non seulement un nouveau lieu d'affrontement de la Guerre Froide, mais également l'endroit où la Guerre Froide prendra fin.
- Paris, secteur soviétique (2010) Tome 2 de la série

Le débarquement allié du 6 juin 1944 a échoué à la suite d'un typhon qui anéantit la flotte alliée, les Alliés débarquent en Provence mais restent enlisés aux environs de Lyon laissant aux Russes la possibilité de traverser le Rhin et de libérer non seulement toute l'Allemagne mais également une partie de la France. Partant de ce fait Checkpoint Charlie a lieu sur l'Ile de la Cité à Paris au lieu de Berlin. De Gaulle étant mort dans un accident d'avion en 1945, la France libérée par les alliés est administrée par l'AMGOT. Le responsable d'un réseau d'espionnes infiltré dans la République Populaire de France, est convoqué par ses supérieurs : Il doit aller dans la zone soviétique de Paris pour aider la police à coincer un tueur en série...
- Qui a tué le président ? (2011) Tome 5 de la série.

L'attentat de Dallas n'aura lieu que le 22 novembre 1973, et c'est Richard Nixon, élu en 1960 au lieu de JFK qui en est la victime.
- L'Imagination au pouvoir ? (2010) Tome 6 de la série.

Les événements de mai 68 débouchent sur une guerre civile, nous assistons à la reconstruction de Paris par un gouvernement issue de cette Révolution.
- Paris brûle encore (2012) Tome 8 de la série[26].

La crise de Mai 68 s'est enlisée à la suite de la mort accidentelle de De Gaulle qui tentait de rejoindre le général Massu. La guerre civile qui s'ensuit se prolonge. En 1976, dans un Paris dévasté, tenu par des factions rivales et par des soldats de l'ONU, un journaliste américain se rend dans la capitale pétri d'intentions inavouées.
- Apocalypse sur le Texas (2012) Tome 9 de la série[27].

La crise des missiles de Cuba s'est finalement terminée par une guerre nucléaire anéantissant les États-Unis et l'URSS. Plusieurs années plus tard, le Mexique menace d'envahir le sud des États-Unis.
- Le gang Kennedy (2012) Tome 10 de la série.

Nous sommes en 1947, la Louisiane n’a jamais été cédée aux États-Unis et est restée française. L’Amérique connait la prohibition mais pas la Nouvelle-France, opportunité rêvée pour des bootleggers irlandais.
- Dragon Rouge (2015) Tome 20 de la série

Mai 1954. L’armée française est mal embarquée dans la cuvette de Dien Bien Phu. Les États-Unis ont décidé d’intervenir... avec une bombe atomique. La Chine réagit, les États-Unis répliquent. Bref, la IIIe Guerre mondiale vient de commencer. Septembre 1955. Pour Lawrence Ivory, détective privé de Los Angeles, les affaires vont mal. Aussi quand une cliente vient lui demander de retrouver son père disparu, peut-on refuser. Sauf que la cliente et son père sont d’origine chinoise et que compte tenu de la guerre, n’importe quel imbécile aurait pu s’en prendre au paternel. Et ça fait du monde !

### Nico
Scénario de Fred Duval et dessins de Philippe Berthet. Parution chez Dargaud.
En 1947, la découverte de vestiges de soucoupes volantes a fait faire un bond technologique tant à l’Ouest qu’à l’Est. Deux décennies plus tard, Nico, jeune femme agent secret est en mission à Paris.
1. Atomium-Express (2010)[28]
2. Opération Caraïbes (2010)[29]
3. Femmes fatales (2012)[30],[31]

### Omega Complex
Manga post apocalyptique de Shonen (dessins) et Izu (scénario) dans lequel la guerre nucléaire entre États-Unis et Union Soviétique a bien eu lieu et John Kennedy n’a pas été assassiné.
1. Pulsar (2009) – Les Humanoïdes Associés
2. Quasar (2009) – Les Humanoïdes Associés
3. Blazar (2011) – Les Humanoïdes Associés

### Royal Space Force
de Warren Ellis et Chris Weston : l'ambition d'un officier amène à ce que la conquête spatiale soit remportée par les Anglais (2011).

### Space Reich
Série éditée chez Soleil avec au scénario Richard Nolane et dessins Marko Nikolic.
Les États-Unis n’étant pas entrés en guerre, l’Allemagne nazie est maîtresse de l’Europe. La rivalité entre les deux superpuissances passe par la conquête de l’espace mis les Allemands ont un atout nommé Wernher von Braun.
1. Duel d’aigles (2015)
2. Rapaces en orbite (2016)
3. Objectif Von BRAUN (2018)
4. Orage sur White Sands (2019)
5. Le cosmos dans le sang (2022)

### USA Über Alles
En 1947, un ancien as de la chasse française s’évade du goulag et rejoint la France. Eu égard à ses talents, Marcel Dassault, le célèbre avionneur, lui propose de tester un nouveau bombardier américain. Le pilote est-il sincère ou est-il à la solde des Soviétiques pour voler un secret d’État ? L’histoire se déroule dans un monde où Allemagne nazie et États-Unis ont fait cause commune pour contenir le communisme.
Le scénario plus ou moins inspiré du film Firefox (1982) est co-signé Fred Duval et Jean-Pierre Pécau, tandis que Maza assure les dessins.
1. Projet Aurora (2015) – Delcourt
2. Base 51 (2015) – Delcourt
3. L’ombre rouge (2016) – Delcourt

### Watchmen
Comic d'Alan Moore et Dave Gibbons : l’apparition en 1959 d’un surhomme dote les États-Unis d’une arme qui leur permet plus tard de gagner la guerre du Viêt Nam ; Richard Nixon étouffe le Watergate et est toujours président en 1985.

### Petit traité d'écologie sauvage
Dans les trois tomes de la bande dessinée Petit traité d'écologie sauvage, Alessandro Pignocchi imagine que l'animisme des indiens Jivaros d'Amazonie est devenue la pensée dominante, y compris parmi les dirigeants du monde. Il met notamment en scène un anthropologue jivaro qui tente de sauver ce qui reste de la culture occidentale.

## Autres et voyages dans le temps

### Les Brigades du temps
Scénarisée par Kris et illustrée par Bruno Duhamel, Éditions Dupuis : en 1492, Christophe Colomb est assassiné alors qu'il est sur le point de découvrir l'Amérique. Deux agents de l'Agence temporelle U.K.R.O.N.I.A sont envoyés dans le passé pour rétablir le cours de l'Histoire.

### La Danse du Temps
Dans une Amérique qui n’a pas été découverte, Quatre-Vents, jeune guerrier lakota, tue accidentellement Lune-dans-les Nuages, sa bien-aimée. Il cherche à revenir dans le temps pour effacer son geste. Mais en faisant cela il modifie la marche du temps
Igor Baranko signe dessins et scénario d’une saga qui, dans un style différent et une époque autre, fait penser au thème développé par le film L’effet Papillon (2004)
1. Le baiser du serpent (2005)[35], Les Humanoïdes Associés ;
2. L’arme des démons (2006)[36], Les Humanoïdes Associés ;
3. Les trois reines sans visages[37] (2007), Les Humanoïdes Associés.

NB : Les trois volumes ont été repris dans une intégrale intitulée Chamanisme (2011), Les Humanoïdes Associés.

### 421
Cette série de Éric Maltaite et Desberg relatant les aventures de l'agent secret 421 inclut un tome intitulé Les Enfants de la porte qui est le second volet d'un épisode commencé au tome précédent. Le récit est basé sur une poursuite à travers le temps ayant pour enjeu la restauration d'une réalité historique où ce que nous connaissons comme l'Ancien Régime a toujours cours. Il est intéressant de constater que, dans ce récit, c'est l'histoire que nous connaissons qui est une uchronie et non celle dans laquelle le héros (421) se retrouve projeté.

### Si seulement
De  Rodolphe et Lounis Chabane : en retapant sa maison, un homme découvre une pièce dont les portes mènent à des mondes parallèles où quelques détails changent sa vie (2011).

### Uchronie(s)
Une série de bande dessinée, créée par Corbeyran, reposant sur le principe de l'uchronie. Vision d'un monde futuriste dans lequel le passé a transformé le destin de New York. La première saison, ponctuée par un épilogue, propose trois villes différentes : New Harlem, New Byzance, New York. La seconde saison, toujours avec un épilogue, propose trois nouvelles variations : New Delhi, New Beijing, New Moscow.
Chaque cycle ville est composé de 3 volumes.
Bien que la série se réclame de l'uchronie, on pourrait également la ranger dans le thème des mondes parallèles.

### Valérian et Laureline
Cette série présente une uchronie originale. Cette bande dessinée a été créée par le scénariste Pierre Christin et le dessinateur Jean-Claude Mézières. Initiée en 1967 et publiée en 1968, l’histoire s’appuie sur une catastrophe nucléaire survenant en 1986. Christin ne fait que reprendre l’idée d’Orwell écrivant son livre en 1948 et l’intitulant 1984, 86 étant un 68 inversé. L’Humanité émergera ensuite de ce drame et parviendra à ouvrir la voie au voyage temporel. Au fil des albums, le continuum du temps se perturbe et finalement 1986 devient celui que l’on connaît, sans catastrophe. Les héros se retrouvent donc dans un avenir qui n’est plus celui dont ils sont issus. C’est notre présent qui devient une uchronie pour eux.